# 賈凌雲
賈凌雲（？—？），河南歸德府夏邑縣民籍。
萬曆四十三年乙卯科舉人，四十四年（1616年）聯捷丙辰科進士，吏部觀政，未仕卒。